# Teddybears

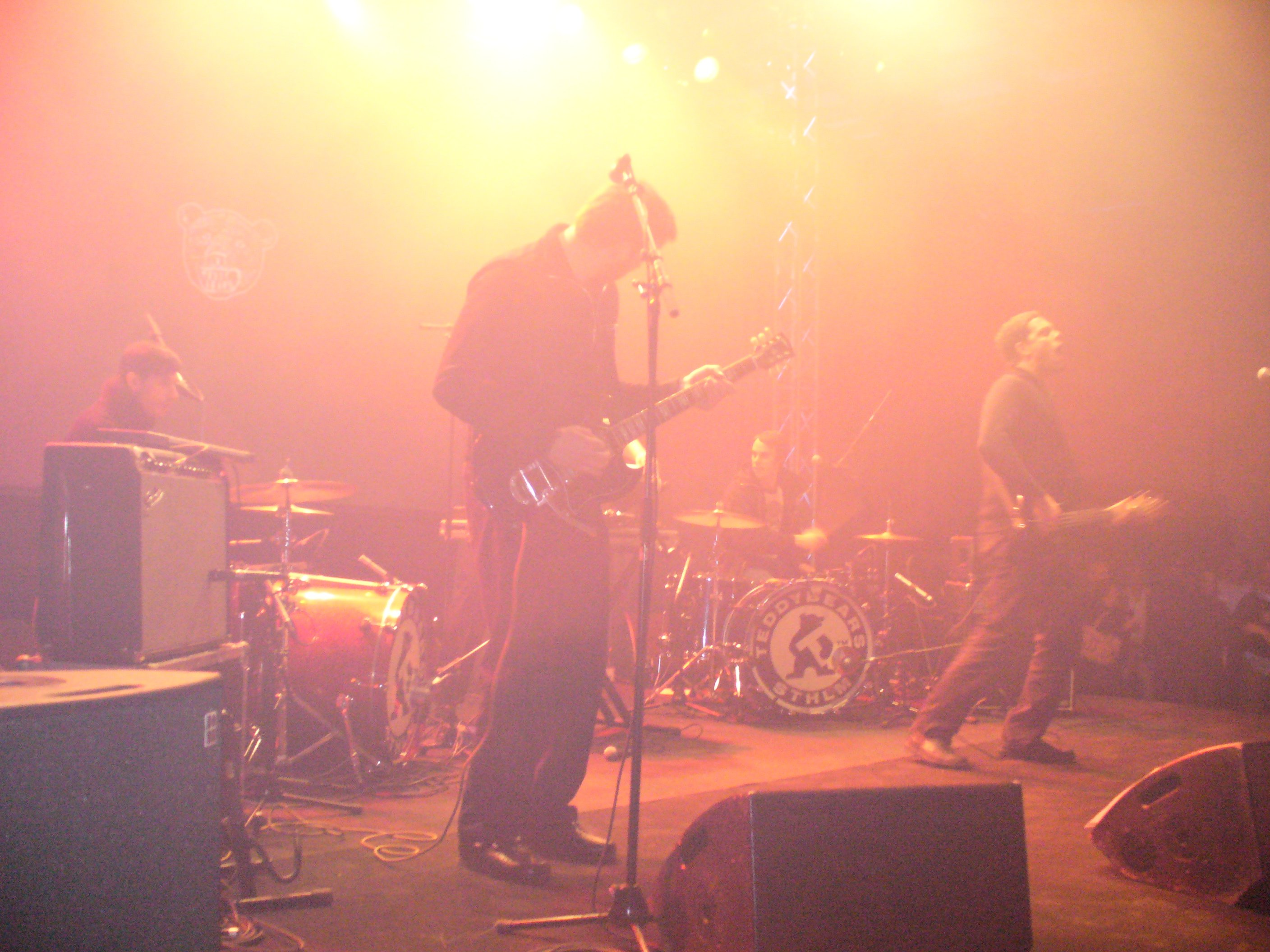
Teddybears utan björnhuvuden 2006.

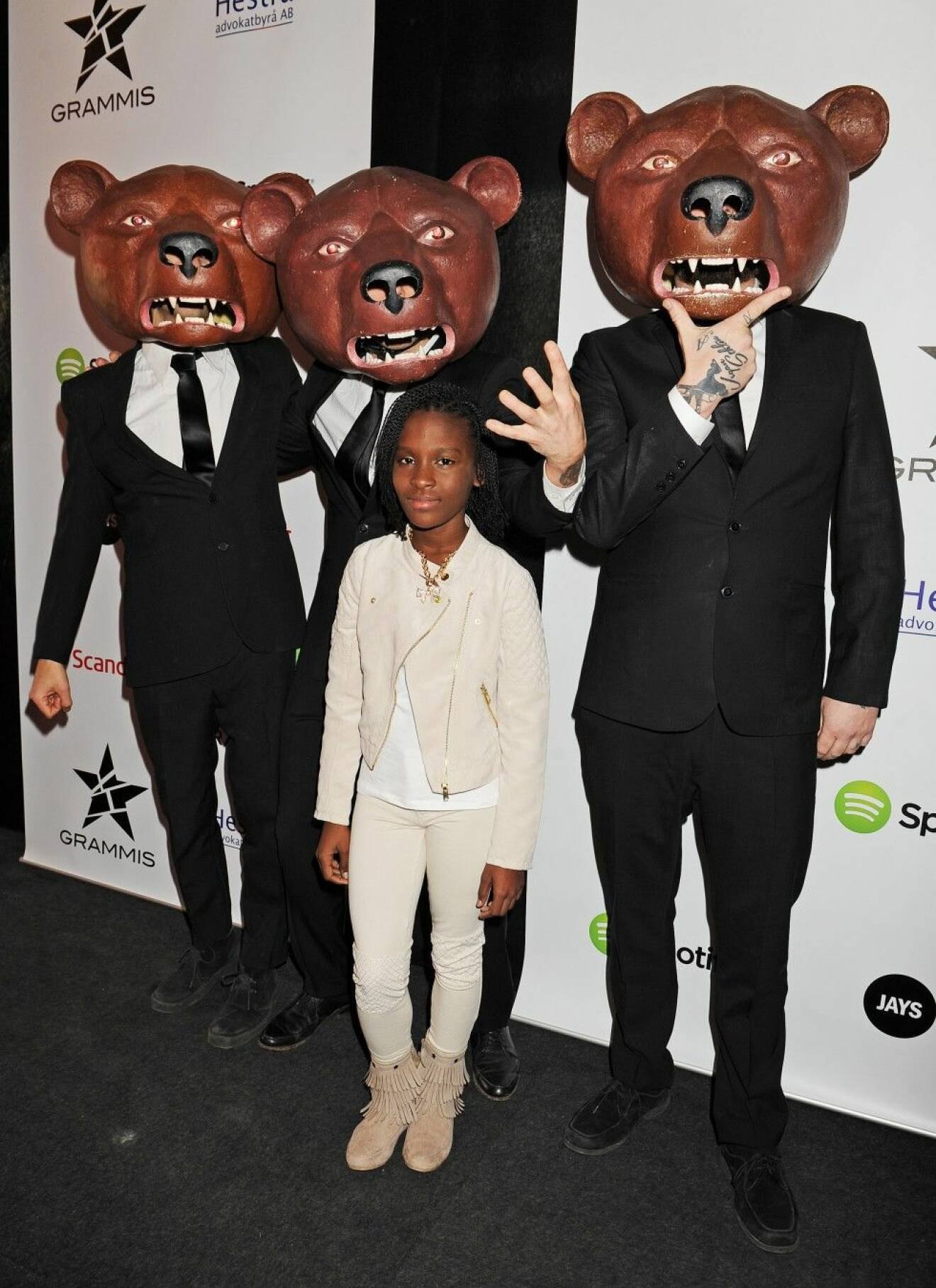
Teddybears i sina ikonsika masker på Grammisgalan 2015 tillsammans med Baby Trish.

Teddybears, tidigare Teddybears Sthlm, är en svensk musikgrupp som bildades i Stockholm 1991. Gruppen består av medlemmarna Patrik Arve, Joakim Åhlund och Klas Åhlund. Teddybears startade som ett hardcorepunkband, men började efter några år att göra en genreöverskridande musik med sound från hiphop, pop, rock, dancehall och electronica.
Bandet bildades under namnet Skull men bytte namn till Teddybears Sthlm kort innan Klas Åhlund gick med i gruppen. 2006 slopade bandet ortnamnet och blev Teddybears.

## Historia

### 1991–1992
Joakim Åhlund var med i grindcorebandet Skull tillsammans med Glenn Sundell, Patrik Lindqvist och Jens Näsström. Under en tid slutade Åhlund i bandet och under den perioden anslöt Patrik Arve som sångare. Åhlund kom sedan tillbaka till bandet och det var då han lärde känna Arve och bandet bytte namn från Skull till Teddybears Sthlm. I Göteborgs-Tidningen berättar Joakim Åhlund om anledningen till namnbytet: ”Vi ville undvika klyschorna; sånt som Kill Death Fuck Squad Bunch Murder och ... tja, sånt där. Och det är faktiskt bättre att kalla sig Teddybears i så fall.” Med ändelsen ”Sthlm” ville de berätta var de kommer ifrån och Patrik Arve säger i samma intervju att idén kom från ”raggarna och deras västar. Sedan retar det folk i Göteborg och Malmö.”
Teddybears första offentliga framträdande var under Lucia i en kyrka i Farsta 1991 där en antidrogföreställning ägde rum. Publiken på sju ungdomar och en präst fick bevittna bandet med Patrik Arve i spetsen som framförde musiken med neddragna byxor. Gitarrist på spelningen i Farsta kyrka var Reine Fiske, som numera är medlem i Dungen och Träd, Gräs och Stenar.  
Teddybears första skiva Women in pain släpptes 1991 på Isse Samies skivbolag Dolores Recordings i Göteborg. Skivan sålde i drygt 7 000 exemplar och innehöll förutom titelspåret låtarna The King Lives On (som handlar om Elvis Presley) och Servants Of Authority.
Efter ett par medlemsbyten, där bland annat Martin Renck spelade gitarr ett tag, kom Joakim Åhlunds bror Klas med i bandet.
När Teddybears först dök upp på den svenska rockscenen 1991 var de ensamma i sin genre. De uppmärksammades mest för sina utseenden, den hårda musiken och den vilda framfarten på scenen. I februari 1992 spelade bandet på Tre Backar i Stockholm. Efter spelningen placerade Aftonbladets recensent Anna Björkman Teddybears på tidningens topp-i-topp-lista och skrev: “musik i kulspruteform och när Teddybears spelar live stagedivar fansen hämningslöst från den cirka halvmeter höga Trebackarscenen”.
Senare samma år skrev bandet skivkontrakt med MVG. 1993 släppte bandet EP:n Extra Pleasure på skivbolaget. 

### 1993–1999

#### You are Teddybears (1993)
Teddybears första album You are Teddybears (MVG) släpptes 15 december 1993. Teddybears försökte få Michael B Tretow (Abbas producent) att producera deras första album, men han avböjde. I stället producerade bandet skivan själva. You are Teddybears innehåller kompromisslös hardcorepunk med 17 spår på 37 minuter. Skivans albumomslag föreställer ett blågult pentagram. I Göteborgs-Tidningen säger Joakim Åhlund att han är förvånad över att ingen har uppmärksammat provokationen: ”en djävuls-stjärna i svenska flaggans färger”.
Tidningen Sound Affects skrev i sin recension av skivan att musiken är: “Den mest plågsamma öronvärk Svensson någonsin råkat ut för. En given investering.” Gitarristen Yngwie Malmsteen var inte lika imponerad och sa i magasinet Metal Zone att skivan ”suger anal! (…) Polkatakt på trummorna! En sångare som MÖKAR i micken! Fy fan vad jag avskyr sånt här!”

#### I can’t belive it’s Teddybears Sthlm (1996)
Inför Teddybears andra album I can’t believe it’s Teddybears Sthlm (MVG) anlitades Christian Falk som producent. Albumet släpptes den 23 februari 1996.
Till den här skivan byttes trummisen Glenn Sundell ut mot Erik Olsson. 
I can’t believe it’s Teddybears Sthlm innehåller en cover på Kraftwerks The Robots som de började spela när de turnerade i Tyskland. Två av låtarna på albumet har pojknamn. Jim är döpt efter Joakims son, och sista låten Boris har fått namnet efter Patriks favoritförfattare Boris Vian.

### 2000–2005

#### Rock ’n’ Roll Highschool (2000)
I och med släppet av Rock ’n’ Roll Highschool (MVG/MNW) slog bandet igenom kommersiellt. Albumet nådde en förstaplats på den svenska albumlistan. Under Grammisgalan 2001 tilldelades bandet fyra Grammisar, bland annat för årets album och årets pop/rock-grupp. Juryns motivering löd: “förutom en härlig smältdegel av all ny musik lyckas Teddybears med att yxa till flera feta hits”.
Rock ’n’ Roll Highschool släpptes 7 juni 2000 och producerades av bandet själva tillsammans med Fabian Torsson. Albumnamnet är hämtat från filmen Rock ’n’ Roll High school (1979) där bland annat The Ramones medverkar. Med albumet lämnade bandet hardcorepunken till förmån för en egensinnig variant av elektronisk pop med hip-hop- och reggae-inslag. 
Rock 'n' Roll Highschool och Yours to Keep utgavs som singlar. Låten Punkrocker spelades samma år även in av Joakim Åhlunds andra band Caesars Palace samt av Thomas Rusiak med Teddybears under titeln Hiphopper.

#### Fresh (2004)
Fyra år senare kom det fjärde albumet Fresh (Sony Music) som släpptes den 26 mars 2004. Skivan producerades, likt det föregående albumet, av bandet själv tillsammans med Fabian Torsson. 
De fasta rollerna som bandmedlemmarna hade tidigare var nu i princip helt upplösta. Dagens Nyheter skrev 23 mars 2004: “Klas är inte bara gitarrist, ofta inte alls. Joakim spelar inte mer bas än någon annan i Teddybears, tror han. Och sångaren Patrik Arve sjunger - aldrig.” På Fresh byts vokalisten ut mellan varje låt och bland annat medverkar Mad Cobra  på Cobrastyle samt en mystisk gatumusikant bandet hittade som kallade sig Lord of Lightning som gästsjunger på The Lord’s 115th Dream. 
Fresh innehåller låten Cobrastyle som streamats drygt 70 miljoner gånger på Spotify. Låten har bland annat funnits med i filmerna Employee of the Month och Snakes on a Plane från 2006, reklamfilmer för Heineken och WWE (amerikansk brottning), tv-serien Entourage, samt i Tv-spelen FIFA 06, FIFA 23 och Forza Motorsport 2. Charli XCX samplade Robyns version av Cobrastyle till låten Speed Drive till Barbie the Album.
Musikfilmen till Cobrastyle spelades in på Kuba tillsammans med Mad Cobra på det kubanska filminstitutet Instituto Cubano del Arte e Industria Cinematográficos (ICAIC). Filmen innehåller en stop-motion gorilla- och robotcobra som attackerar varandra framför en bergskedja, medan Teddybears och Mad Cobra framför låten.

### Sedan 2006
Under 2005 började Teddybears att använda björn-masker på scen och i mediala sammanhang. Maskerna var inte bara en visuell idé utan frigjorde även tid för bandmedlemmarna: ”Att vara artist kan ibland kännas som att vara med i Top Model. Man åker runt i en turnébuss och gör press och tillbringar väldigt mycket tid med att diskutera med stylister och bli sminkad inför konserter och tv-framträdanden. Vi bestämde oss för att stryka den delen genom att alltid bära björnhuvuden.”
Ursprunget till björn-maskerna kommer från Ingmar Bergmans film Trollflöjten från 1975 där den första björn-masken fanns med. Det var när Patrik Arve delade ateljé med konstnären och dockmakaren Arne Högsander, tillverkaren av björn-masken i papier-maché till Bergman, som Teddybears beställde flera av samma sort.
Under 2006 slopade bandet “Sthlm” ur bandnamnet och blev “Teddybears”.

#### Soft Machine (2006)
Med Teddybears femte album Soft Machine albumdebuterade de i USA på Atlantic Records. Albumet släpptes den 12 september 2006 och var en specialutgåva på den amerikanska marknaden där en av gästartisterna är Iggy Pop som gästsjunger på Punkrocker. Skivan hyllades i det amerikanska kulturmagasinet Entertainment Weekly som "the very distillation of sunshine".
Soft Machine innehåller sex spår från Fresh, fem ommixade hits från Rock'n'Roll Highschool och en helt ny låt, Riot going on, där Ebbot Lundberg sjunger.
2004 anlitade Teddybears Värmlandsorkestern Torgny Melins som förband på en av sina spelningar för att göra dansbandstolkningar av Teddybearslåtar, däribland Punkrocker omdöpt till Dansbander. Framträdandet blev en succé för Torgny Melins och dansbandet gav samma år ut ett helt album med Teddybears-tolkningar, kallat Dansbander.
Med Soft Machine turnerade Teddybears i Nordamerika och Mexiko. 2007 spelade bandet på den tredje dagen av Coachella Music Festival 2007, som ägde rum på Empire Polo Field i Indio, Kalifornien. Samma år uppträdde bandet med i Jimmy Kimmel Live! där de spelade i samma avsnitt som Alice Cooper. 2008 medverkade de i The Late Show with David Letterman och framförde låten Cobrastyle tillsammans med Robyn.

#### Devil’s Music (2010)
Teddybears sjätte album Devil’s Music (Sony Music) släpptes 24 mars 2010. Även på detta album medverkar ett flertal gästartister, bland annat världsstjärnorna Cee Lo Green, The Flaming Lips, The B-52's och Eve, tillsammans med svenska namn som Mapei, Rigo, ADL och Desmond Foster.
I Dagens Industri skrev Jan Gradvall följande om albumet: “Artister som på det här sättet kombinerar “state of the art”-produktion och klassiskt poplåtsskrivande med adrenalin, anarkism, attack - och dessutom har ett visuellt tänkande - är extremt ovanliga.”
Den 22 januari 2010 öppnade Teddybears P3 Guldgalan i Scandinavium med att premiärspela låten Rocket Scientist från albumet. 

#### Don Carlos
Den 31 maj 2010 gjorde Teddybears uppsättningen Teddybears vs Don Carlos på Dramatens stora scen tillsammans med skådespelare från Don Carlos-ensemblen. Om uppsättningen skrev Dagens Nyheters recensent Johanna Paulsson: ”Bara att få något så bakåtblickande att låta nyskapande är en bedrift i sig och Teddybears på teatern är långt ifrån några partydjur. Till den här sortens projekt behöver de heller inga celebra gästvokalister, egentligen inte ens skådespelarna på scen. Så mångbottnade har nallarna aldrig låtit förut.”
Året innan hade Klas Åhlund skrivit musiken till Staffan Valdemar Holms originaluppsättning av Schillers don Carlos. Musiken från föreställningen spelades in av Teddybears och släpptes som ett vinylalbum som endast såldes på Dramaten-framträdandet.

#### Rock on! (2016)
Den 22 januari 2016 kom Teddybears sjätte och senaste album Rock on!. Skivan spelades in i Los Angeles, Atlanta, London och Jamaica. Bland gästartisterna på albumet finns bland andra Beenie Man, Cutty Ranks och Ninja Man, samt forne Boyz In Da Hood-medlemmen Gorilla Zoe, samt då 12-åriga Baby Trish som sjunger på What’s Your Problem. 
Baby Trish kom till Sverige för att spela in en musikvideo till What’s Your Problem? samt uppträda tillsammans med Teddybears på Grammisgalan 2015. Bandet använde uppträdandet för att markera mot rasism. På skärmar runt scenen projicerades ord kopplat till sexuell läggning, etniskt ursprung och religiös tillhörighet följt av ett likhetstecken och ordet ”svensk”. Markeringen var till följd av ett uttalande av Björn Söder (SD) där han hade uttalat sig om vilka som var etniskt svenska eller inte. 
2014 gjorde Teddybears ett liknande utspel när de tryckte bandmerch med texten ”SD = rasister” som de använde under ett uppträdande i TV4-programmet Sommarkrysset.
Den 30 januari 2017 hade dokumentären You are Teddybears premiär på Göteborg Film Festival och den 23 juli 2017 sändes den på SVT. Dokumentären regisserades av John Boisen och Björn Fävremark.

## Filmer och TV-serier
Different Sound (feat. Malte) har använts i Sci-fi-serien The Lost Room i avsnittet The Comb, och i avsnitt 14 Starlet Fever av CBS Shark. Den användes också i den romantiska komedin Music and Lyrics från 2007, i tv-serien Numb3rs avsnitt 41 The Mole, i avsnittet Everything In Its Right Place från den fjärde säsongen av One Tree Hill, och i filmen Mad Money från 2007 med Diane Keaton, Queen Latifah och Katie Holmes. 
Move Over var soundtrack till videospelet Driv3r från 2004.
Ahead Of My Time (feat. Daddy Boastin') dök upp i filmen The Air I Breathe från 2007, och figurerade i TV-serien Life i säsong 1, avsnitt 11 (2007). 
Rocket Scientist användes framträdande i inledningsscenerna av avsnittet Moving the Chains i House, i det 5:e avsnittet av 3:e säsongen av Breaking Bad under en strippklubbsscen, i det 1:a avsnittet A New Day av 3:e säsongen av The Good Wife, och i trailern för filmen Seven Psychopaths.
Cobrastyle användes i trailrar för filmerna Epic Movie och Paul, i filmerna Employee of the Month och Snakes on a plane från 2006, pilotavsnitten av Chuck och Grey's Anatomy, pilotavsnittet av första säsongen av Teen Wolf, filmen The Benchwarmers från 2006, filmen Diary of a Wimpy Kid från 2010, och i det trettonde avsnittet av första säsongen av 90210. Cobrastyle har även varit med i reklamfilmer för Heineken och WWE (amerikansk brottning), tv-serien Entourage, samt i Tv-spelen FIFA 06, FIFA 23 och Forza Motorsport 2. Charli XCX samplade Robyns version av Cobrastyle till låten Speed Drive till Barbie the Album.
Devil's Music var med i tv-spelet Need for Speed: Hot Pursuit, och Get Fresh With You användes i det andra avsnittet av fjärde säsongen av 90210.
Sunshine var med som den tredje officiella temalåten för SummerSlam 2014, på FIFA 15-soundtracket med Natalie Storm, på soundtracket till Pitch Perfect 2, och i The Royal Caribbeans sponsringsidenter för The Masked Singer UK.

## Diskografi

### Studioalbum
- 1993 – You Are Teddybears (som Teddybears Sthlm)
- 1996 – I Can't Believe It's Teddybears STHLM (som Teddybears Sthlm)
- 2000 – Rock'n'Roll Highschool (som Teddybears Sthlm)
- 2004 – Fresh (som Teddybears Sthlm)
- 2006 – Soft Machine
- 2010 – Devil's Music
- 2011 – No More Michael Jackson
- 2015 – Rock On

### Singlar
- 1991 – "Woman in Pain" (som Teddybears Sthlm)
- 1993 – "Extra Pleasure" (som Teddybears Sthlm)
- 1994 – "Step on It (We Are the Best!)" (som Teddybears Sthlm)
- 1995 – "Purple Rain" (som Teddybears Sthlm)
- 1996 – "The Robots" (som Teddybears Sthlm)
- 1996 – "Magic Finger" (som Teddybears Sthlm)
- 1999 – "Ahead of My Time" (som Teddybears Sthlm)
- 2000 – "Yours to Keep" (som Teddybears Sthlm) (med Paola)
- 2000 – "Automatic Lover" (som Teddybears Sthlm)
- 2000 – "Punkrocker" (som Teddybears Sthlm)
- 2000 – "Rock'n'Roll Highscool" (som Teddybears Sthlm)
- 2004 – "Cobrastyle" (som Teddybears Sthlm)
- 2004 – "Hey Boy" (som Teddybears Sthlm)
- 2004 – "Little Stereo" (som Teddybears Sthlm)
- 2009 – "Get Mama a House"
- 2010 – "Rocket Scientist
- 2014 – "Sunshine"
- 2014 – "No More Michael Jackson"
- 2014 – "Shimmy Shimmy Style"
- 2015 – "What's Your Problem?" (med Baby Trish)
- 2015 – "Broken Heartbeat"
- 2016 – "Best you ever had" (med Gorilla Zoe)
- 2018 – "Hustla" (med Ward 21)
- 2018 – "Shimmy Shimmy Style" (med Petite Meller)
- 2019 – "Young, Handsome & Fast" (med Rakel och Rigo)